# Golden Minerals
Golden Minerals (früher Apex Silver Mines) ist eine US-amerikanische Bergbaugesellschaft mit Sitz in Golden, Colorado, die international tätig ist. Das Unternehmen besitzt ein Bergwerk in Mexiko und erkundet verschiedene Lagerstätten, der Schwerpunkt liegt auf Gold und Silber. 

## Geschichte
Von 2006 bis 2009 ermittelten die US-Börsenaufsicht SEC und das Justizministerium wegen möglicher Verstöße gegen den Foreign Corrupt Practices Act. Mitarbeiter der südafrikanischen Tochtergesellschaft von Apex Silver sollen 2003 und 2004 Beamte bestochen haben, um Geschäftsvorteile zu erlangen. 2009 meldete Apex Silver Insolvenz an und wurde unter dem Chapter-11-Verfahren neu organisiert. Die Golden Minerals Co. wurde der Nachfolger der Apex Silver Mines. Das Bergwerk in San Cristóbal wurde an die Sumitomo Corporation verkauft.

## Aktuelle Projekte
Die Rodeo mine im mexikanischen Bundesstaat Durango ist das bisher einzige aktive Bergwerk Golden Minerals. Die Gold- und Silberförderung begann 2021, 2022 sollen 12.000–14.000 Unzen Gold und 42.000–47.000 Unzen Silber gefördert werden.
Die Velardeña mine liegt ebenfalls im Bundesstaat Durango und wurde 2015 wegen Unprofitabilität aufgegeben. Mittels neuer Technik möchte Golden Minerals dieses Bergwerk wieder profitabel machen und neu eröffnen.
Außerdem werden verschiedene Lagerstätten in Nevada (USA), Mexiko und Argentinien erkundet.

## Apex
Apex gehörten zwölf Schürfgebiete:
- Bolivien
  - San Cristóbal (Silber, Zink, Blei)
  - Cobrizos (Silber, Kupfer)
  - Rincón del Tigre (Platin, Palladium)
- Kirgisistan
  - Jamgyr (Gold)
- Mexiko
  - San Luis del Cordero (Silber, Zink, Kupfer)
  - San Juan del Cordero (Silber, Zink, Blei)
  - Platosa (Silber, Zink, Blei)
  - El Aguila (Gold, Silber)
  - Zacatecas (Silber, Zink, Blei)
- Peru
  - Aguila (Silber, Zink, Blei)
  - Aventura III (Gold, Silber)
  - Jehuamarca (Silber, Gold)